# Édouard Lièvre
Pour les articles homonymes, voir Lièvre (homonymie).

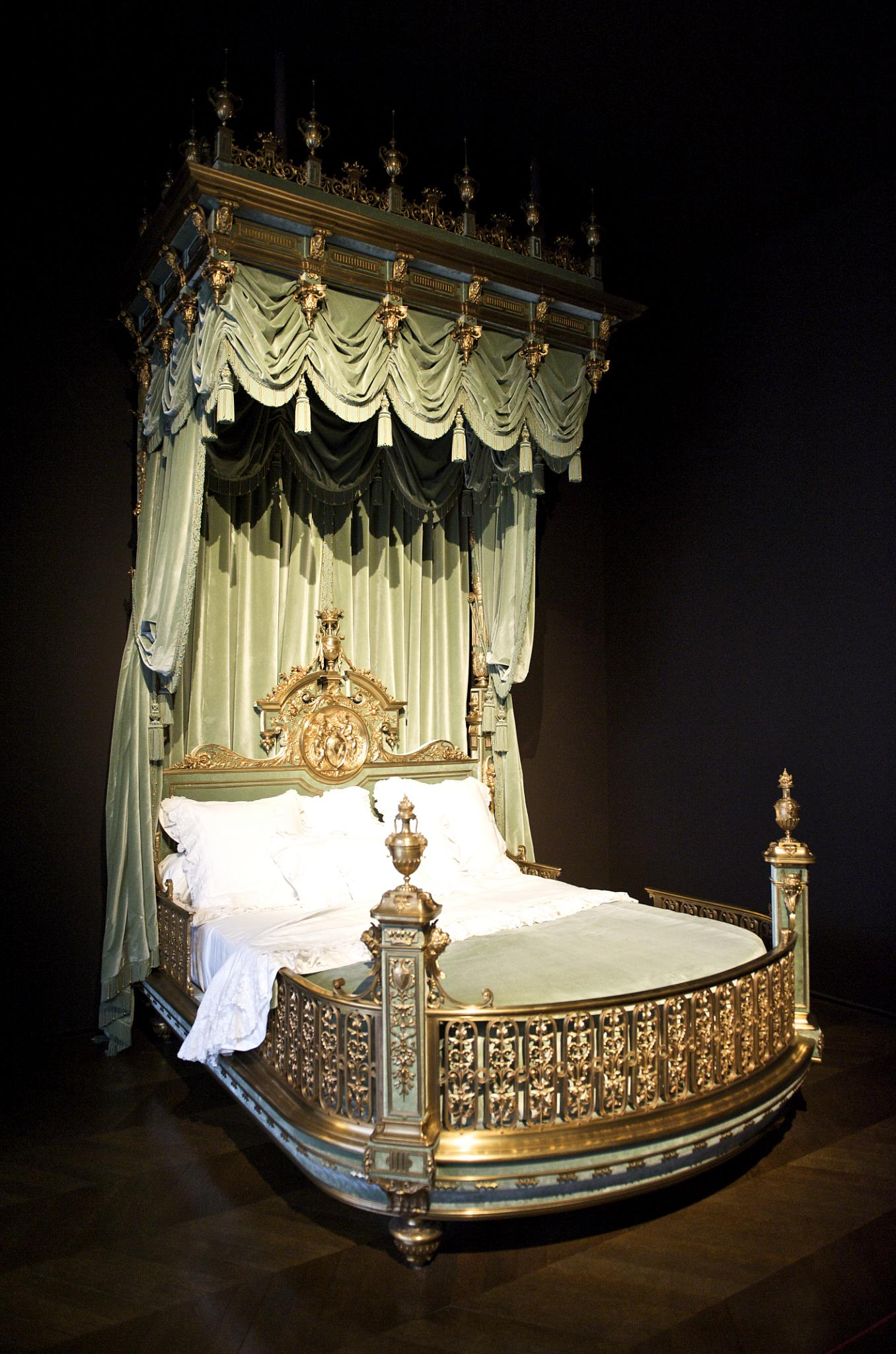
Lit de parade, par Édouard Lièvre

Édouard Lièvre né le 22 septembre 1828 à Blâmont, (Meurthe) et mort le 26 novembre 1886 à Paris, est un dessinateur, peintre, illustrateur, graveur, ornemaniste et ébéniste français de la seconde moitié du XIXe siècle.

## Biographie
Dessinateur d'ornements, graveur, peintre, il est né à Blâmont (Meurthe-et-Moselle) en 1828 et meurt à Paris en 1886. Edouard Lièvre est placé très jeune dans une imprimerie lithographique de Nancy et suit parallèlement les cours de l'Ecole de Dessin de la Ville. Il s'intéresse plus particulièrement à l'étude de l'ornement et ses talents sont remarqués rapidement. La Fonderie de Tusey (Meuse) qui exécute les fontaines et les candélabres de la Place de la Concorde, le charge de reproduire ses travaux. A la Fonderie, il rencontre des sculpteurs parisiens qui l'incitent à quitter la Lorraine pour Paris où il est bientôt introduit auprès des plus importantes maisons d'éditions de "bronzes d'art". Il collabore notamment durant de longues années avec la Maison Barbedienne.
Il n'abandonne pas pour autant la peinture et bénéficie des conseils de Théodore Valério pour l'aquarelle. Avec Charles-Désiré Rambert, qualifiés de « dessinateurs industriels », ils présentent leurs travaux lithographiques durant l'exposition de 1855 à Paris et entrent au Comité central des artistes et des artistes industriels fondé en 1848.
Il publie plusieurs ouvrages d'art qui comptent parmi les plus beaux publiés en France à cette époque : La collection Sauvageot (1865), Le Musée Universel (1868), Les Collections célèbres (1869), Les Arts Décoratifs (1870), Le Cours d'Ornements (1870), Works of Art (1872), Les Maîtres anciens et contemporains (1875).

## Œuvre
- Le spectaculaire lit de parade en bronze de la courtisane Valtesse de La Bigne, fabriqué en 1877 et exposé au musée des arts décoratifs de Paris depuis 1911[3],[4].
- Meuble à deux corps : armoire sur table d'applique, réalisé en 1877, palissandre de Rio, ébène des Indes, bronze doré, fer gravé, huile sur bois, verre, exposé au Musée d'Orsay à Paris[5].
- Le 12 décembre 2008, une armoire « japonisante » a été vendue 2,036 millions de livres sterling  (2,31 millions d'euros) lors d'une vente aux enchères à Londres chez Bonhams, battant le record mondial pour un meuble du XIXe siècle[6]. Laqué et confectionné en bois de rose, le meuble s'inspire de la forme d'une pagode d'Extrême-orient, caractérisant l'exotisme en vogue à l'époque. Des lions et dragons de bronze s'enroulent autour de colonnes qui encadrent la partie centrale. L'intérieur, décoré de peintures d'inspiration orientale, sert d'autel sacré[7].
- Le 20 novembre 2009, une autre armoire « japonisante » créée vers 1877, a  été vendue 440 000 euros  lors d'une vente aux enchères à l'Auktionshaus Lempertz à Cologne (Köln), Allemagne.

## Collaborations

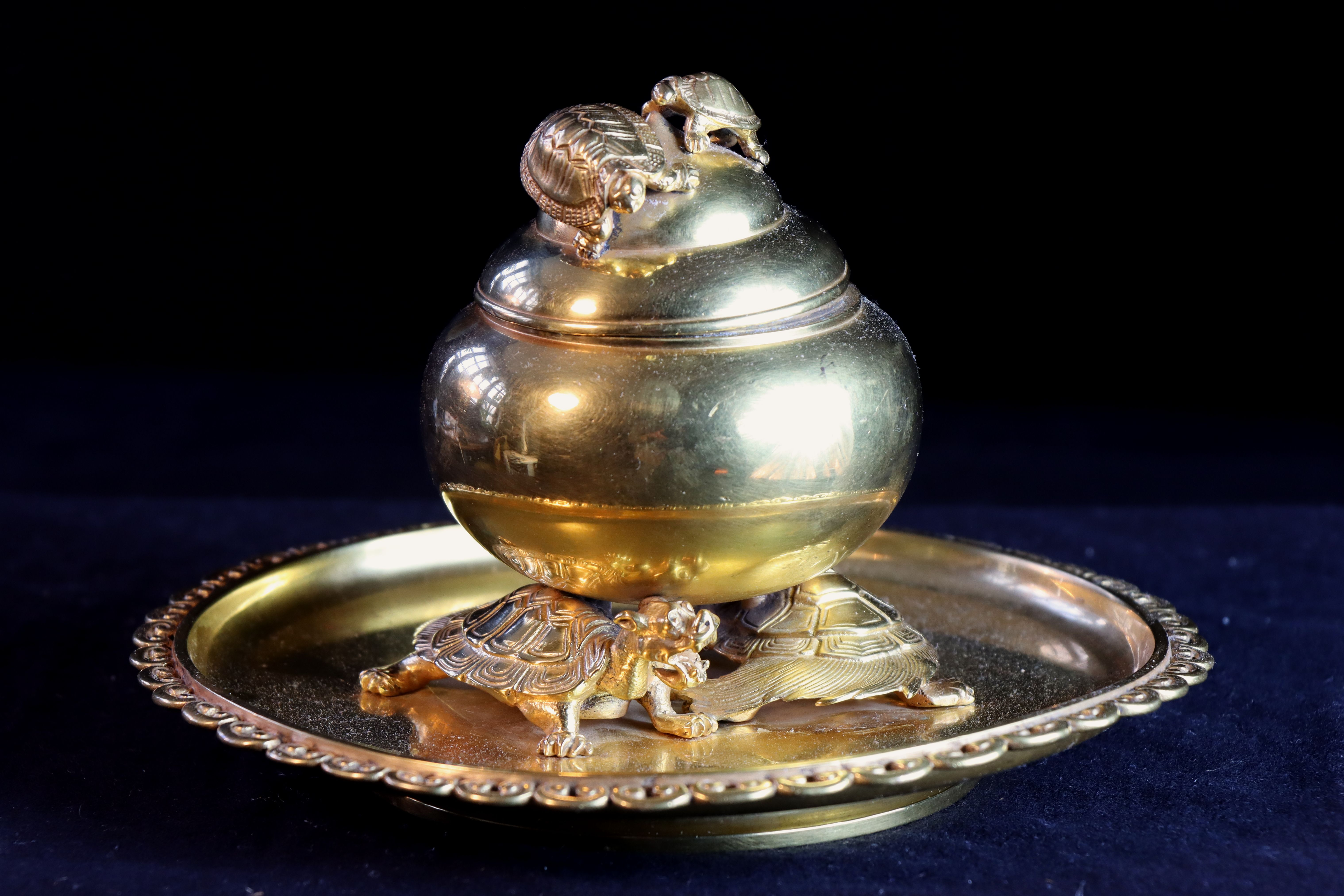
Encrier aux tortues-dragons - bronze Barbedienne

Outre ses collaborations avec Ferdinand Barbedienne et la Maison Christofle, Édouard Lièvre eut également à collaborer avec la maison Sormani pour la réalisation de quelques meubles.

## Contemporain
- Gabriel Viardot